# Banlon
Banlon är ett tyg av elastiskt syntetiskt material. Banlon användes framför allt på 1960-talet.

## Banlon i populärkulturen
- I Ulf Lundkvists serier om Nollberga har hjälten Tyrone på sig en nopprig polotröja av banlon.
- Jan Rippes rollfigur Jolo, som bland annat setts i revyn Cyklar, vill köpa banlonpolo. I åtminstone Jolos fall ses banlon som en allt annat än moderiktig del av kostymeringen.